# Büssü
Büssü est un village et une commune du comitat de Somogy en Hongrie.